# Szilágybagos község
Szilágybagos község (románul: Comuna Boghiș) község Szilágy megyében, Romániában. Központja Szilágybagos, beosztott falu Szilágyborzás.

## Fekvése
Szomszédos községek (északról balra haladva) Szilágynagyfalu, Halmosd, Gyümölcsénes, Alsóvalkó, Kraszna.

## Története
1968-ban elveszítette önállóságát és közigazgatásilag Szilágynagyfalu község része lett. Népszavazás eredményeképpen 2005-től ismét önálló község.

## Nevezetességei
- Szilágyborzási református templom, épült: 17–18. század
- Szilágybagosi református temploma, épült: 1792-ben
- Szilágyborzási görögkatolikus fatemplom
- Szilágybagosi Bánffy-kastély, épült 1720-ban
- Szilágybagosi termálfürdő
- 18. századi gabonamalom

## Népessége
A 2011-es népszámlálás adatai alapján a község népessége 1909 fő volt. A lakosok 69%-a magyar, 23%-a roma, 7%-a román. A helyi tanács a 2016-os választások óta 11 RMDSZ-es képviselőből áll.

## Híres emberek
- Szilágyborzáson született Szilágyi Tönkő Márton (1642–1700) debreceni kollégiumi tanár, református püspök.
- Szilágybagoson született Birtalan József (1927–2017) zeneszerző, karmester.